# Mokele-Mbembe-Flösselhecht
Der Mokele-Mbembe-Flösselhecht (Polypterus mokelembembe) ist ein Süßwasserfisch aus der Familie der Flösselhechte (Polypteridae), der im mittleren Kongobecken vorkommt. Die Art wurde erst 2006 beschrieben und nach Mokele-Mbembe benannt, einem mythischen, sauropodenähnlichen Wesen, das in den Urwäldern Zentralafrikas leben soll.

## Merkmale
Polypterus mokelembembe wird maximal 23,5 Zentimeter lang und ist damit die kleinste Flösselhechtart. Der mit Ganoidschuppen bedeckte, langgestreckte Körper ist in den vorderen zwei Dritteln im Querschnitt annähernd rund. Das letzte Körperdrittel ist seitlich abgeflacht. Die Schuppen auf den Körperseiten sind annähernd quadratisch, auf dem Schwanzstiel rhombisch. Der Kopf ist leicht abgeflacht, die Schnauze vergleichsweise spitz, das Maul endständig, die Lippen sind fleischig. Der Abstand zwischen den Nasenöffnungen liegt bei 11,6 bis 13,7 % der Kopflänge. Die Anzahl der Rückenflössel liegt bei 6 bis 8. Jeder wird von 6 bis 8 Flossenstrahlen gestützt. Der erste Rückenflossenstrahl ist breit und erreicht 6,4 bis 8,1 % der Kopflänge. Polypterus mokelembembe hat 57 bis 60 Schuppen in einer Reihe entlang der Seitenlinie, 32 bis 38 Schuppen in einer Reihe rund um den Körper, 32 bis 37 Schuppen vor dem ersten Flössel und 42 bis 47 Schuppen vor den Bauchflossen. Die Brustflossen sind fast rund und reichen nicht bis zum ersten Flössel. An ihrer Basis liegt ein großer schwarzer Fleck. Der Rücken und die oberen zwei Drittel der Körperseiten sind dunkelgrau und zeigen ein Muster dunklerer Bänder und Flecken. Die Bauchseite ist hell, der Übergang zwischen den Farbzonen ist verschwommen.
Polypterus mokelembembe unterscheidet sich von allen anderen Flösselhechten mit Ausnahme von P. retropinnis, P. teugelsi und P. palmas palmas durch die hohe Anzahl von Schuppen vor dem ersten Flössel (32 bis 37 Prädorsalschuppen versus 11 bis 28), von P. teugelsi durch den schwarzen Fleck an der Basis der Brustflossen (zahlreiche kleine Punkte bei P. teugelsi) und von P. retropinnis durch einen breiteren ersten Rückenflossenstrahl, einen kleineren Abstand zwischen den Nasenöffnungen und weniger Brustflossenstrahlen (23 bis 29 versus 30 bis 34).

## Lebensweise
Der Mokele-Mbembe-Flösselhecht bewohnt kleine, beschattete Regenwaldflüsse. Wie alle Flösselhechte ernährt er sich räuberisch von einer Vielzahl von Beutetieren.